# Echinolittorina meleagris
Echinolittorina meleagris is een slakkensoort uit de familie van de Littorinidae. De wetenschappelijke naam van de soort is voor het eerst geldig gepubliceerd in 1838 door Potiez & Michaud.